# Pajusti
Pajusti je městečko v estonském kraji Lääne-Virumaa, samosprávně patřící do obce Vinni, jejímž je správním centrem.